# 1729년의 혜성
1729년의 혜성(Comet of 1729) 또는 사라바트 혜성(Comet Sarabat)은 절대등급이 -3으로, 역사 상 가장 밝았던 혜성으로, 가장 큰 혜성이었을 가능성도 있다. 하지만 이와 달리 겉보기 등급은 안드로메다 은하 정도인 3~4등급보다 밝아지지 않았다. 궤도 이심률은 1로 추정되며, 이 혜성이 몇백 만 년 후에라도 다시 태양계로 돌아올지, 아니면 태양계 바깥으로 나갈지는 확실하지 않다.

## 발견
1729년의 혜성은 1729년 8월 1일 아침 님에 있던 니콜라스 사라바트 신부가 조랑말자리에서 발견하였다. 당시 혜성은 지구에 최근접한 상태로, 3.1 AU 떨어져 있었으며, 태양과의 이각은 155°였다.
사라바트는 육안으로만 관측하였으며, 처음에는 자신이 성운과 비슷한 별을 보았는데, 혜성인지 우리은하 내에 있는 천체인지 정확히 구분하지 못했다. 8월 9일까지는 달빛 때문에 확실하게 보지 못했지만, 이후 사라바트는 천체가 움직인다는 사실을 확인하자 자신이 혜성을 발견한 것이라는 확신을 얻었다.
파리에 있던 자크 카시니는 혜성 발견 소식을 들은 직후 혜성의 위치를 확인하였는데, 발견 후 1달이 지났음에도 혜성의 위치가 거의 변하지 않았다는 사실에 놀랐다. 카시니는 혜성이 여우자리까지 이동한 1730년 1월 18일까지 혜성을 관측하였는데, 이는 혜성치고는 상당히 장기간 관측이 이루어진 것이었다.

## 궤도
존 러셀 하인드가 혜성의 궤도를 계산한 결과로는, 근일점이 목성 궤도 바로 안쪽인 4.05 AU 지점이었는데, 이 거리에서도 비록 옅긴 했지만 6개월 동안 맨눈으로 관측이 가능했다는 점에서, 혜성의 절대등급이 비정상적으로 밝아 -3.0에 달했으며, 이 혜성의 핵의 크기는 100 km에 달할 정도로 컸을 가능성이 있다. 이 혜성의 이심률은 1로 추정되며, 섭동이 일어날 가능성을 고려한다면 이 혜성이 태양계 안으로 다시 들어올지, 아니면 바로 탈출할지는 정확히 알 수 없다.